# Informatica
 (septembre 2021).
 (septembre 2021).
 (septembre 2021).
 (février 2024).
Si vous disposez d'ouvrages ou d'articles de référence ou si vous connaissez des sites web de qualité traitant du thème abordé ici, merci de compléter l'article en donnant les références utiles à sa vérifiabilité et en les liant à la section « Notes et références ».
Informatica est un éditeur de logiciel spécialisé dans la gestion des données (data management) qu’elles soient sur site (on-premise), dans le cloud ou hybrides.
La société fournit des logiciels et services dans les domaines de l’intégration de données, de l’intégration d’applications, de master data management, de gouvernance et de qualité/préparation des données.
La société a été fondée en 1993 à Redwood City (États-Unis) où réside son siège social.
Informatica compte plus de 10 000 clients dans le monde et a une présence directe dans 26 pays, dont la France depuis 1999 (siège à Paris La Défense).
Depuis 2020, la société est dirigée par Amit Walia.

## Histoire

### Origine
Informatica a été fondée dans un garage à Los Angeles, par Gaurav Dhillon et Diaz Nesamoney, où ils commencent à développer un extract-transform-load (ETL). L’ETL Informatica, nommé plus tard PowerCenter, devient la première solution commercialisée d’Informatica.
En 1996, Gaurav et Diaz signent leur premier client, Microsoft, qui deviendra une référence pour démarcher d’autres clients à travers le monde.
Diversifiant son activité, qui s’est historiquement développée autour de l’ETL, Informatica enrichit son offre avec des solutions pour la qualité de données, l’anonymisation, la gestion des données de référence (MDM) et la gouvernance des données.
À partir de 2006, face au déplacement des infrastructures dans le cloud, Informatica oriente son offre vers les logiciels en tant que service.
En mai 2025 Salesforce annonce le rachat d'Informatica pour un montant de 8 milliards de dollars.

## Produits
Le portefeuille de produits d'Informatica est axé sur l'intégration de données : extraction, transformation, chargement, gestion du cycle de vie des informations, échange de données business-to-business, intégration de l'informatique en nuage, traitement d'événements complexes, masquage de données, qualité des données, réplication de données, virtualisation de données, gestion de données maîtres, messagerie ultra et gouvernance des données. Ces composants forment un ensemble d'outils pour établir et maintenir des entrepôts de données. L'entreprise compte plus de 9 500 clients.
Informatica lance une offre cloud en 2006.
| Année | Jalons et acquisitions                                                                                           |
| ----- | --- |
| 1999  | Informatica entre en bourse au Nasdaq.                                                                           |
| 2000  | 1000ème client pour Informatica.                                                                                 |
| 2006  | Lancement de l’offre Informatica Cloud qui deviendra par la suite Informatica Intelligent Cloud Services (IICS). |
| 2010  | Rachat de Siperian et lancement de l’offre de MDM.                                                               |
| 2017  | Rachat de Diaku et lancement d’Enterprise Data Catalog pour enrichir l’offre de data gouvernance.                |
| 2020  | Informatica rachète Comptact BI pour étoffer ses connecteurs de metadata.                                        |
| 2021  | L’ensemble des solutions sont maintenant accessibles via la plateforme cloud IICS.                               |
| 2021  | Informatica se réintroduit en bourse.                                                                            |

## Résultat financier
|                                       | 2023  | 2014  | 2013 | 2012 | 2011 | 2010 | 2009 |
| ------------------------------------- | ----- | ----- | ---- | ---- | ---- | ---- | ---- |
| Chiffre d'affaires en millions de USD | 1 595 | 1 048 | 948  | 812  | 784  | 650  | 601  |
| Bénéfice net en millions de USD)      | (125) | 114   | 86   | 93   | 118  | 86   | 54   |

## Plateforme
La plateforme Informatica est une plateforme logicielle conçue pour gérer l’ensemble du cycle de vie de la gestion des données. Informatica a la capacité de gérer tout type de données (streaming, sur site, cloud, multicloud, IOT, etc) ou technologies.
La plateforme Informatica comprend :
- iPaaS : offre SaaS modulaire couvrant toutes les étapes du cycle d’intégration de données : chargement initial des données, réplication et extraction, évaluation de la qualité de données et nettoyage des données, synchronisation bidirectionnelle complète entre les applications SaaS et les systèmes internes ;
- Data quality : permet d’auditer, profiler, valider et améliorer la qualité des données ;
- Catalogue de métadonnées / business glossary : permet de démocratiser l’accès à des données fiables, accessibles et exploitables au plus grand nombre ;
- MDM multidomain : fournit une vue fiable et exhaustive des données de référence dispersées dans les sources de données de l’entreprise.